# Marpissa
Marpissa je rod pavouků z čeledi skákavkovití. Druhy rodu Marpissa jsou rozšířeny v Severní a Jižní Americe, Evropě, Asii, Kamerunu, na Velkých Antilách a na Polynéských ostrovech (Nový Zéland). Na světě je známo více než 50 druhů tohoto rodu, v České republice se vyskytují čtyři, z nichž nejhojnější je skákavka velká (Marpissa muscosa).

## Popis
Jedná se o štíhlé skákavky se zploštělým protáhlým tělem. Hlavohruď je delší než širší. Stejně jako u některých jiných rodů skákavek jsou  u rodu Marpissa nohy prvního páru delší a mohutnější než ostatní nohy. Zbarvení je nápadné, zadeček bývá obvykle podélně pruhovaný.

## Jméno
Rod byl pojmenován podle řecké vesnice Marpissa.

## Druhy
- Marpissa agricola (Peckham & Peckham, 1894) – Brazílie
- Marpissa armifera Urquhart, 1892 – Nový Zéland
- skákavka balkánská – Marpissa balcanica (Kratochvíl, 1932) – Chorvatsko
- Marpissa bina (Hentz, 1846) – USA
- Marpissa bryantae (Jones, 1945) – USA
- Marpissa carinata Butt & Beg, 2000 – Pákistán
- Marpissa dayapurensis Majumder, 2004 – Indie
- Marpissa decorata Tikader, 1974 – Indie
- Marpissa dentoides Barnes, 1958 – USA
- Marpissa endenae Biswas & Biswas, 1992 – Indie
- Marpissa formosa (Banks, 1892) – USA
- Marpissa fornicis (Dyal, 1935) – Pákistán
- Marpissa gangasagarensis Majumder, 2005 – Indie
- Marpissa grata (Gertsch, 1936) – USA
- Marpissa hieroglyphica Taczanowski, 1878 – Peru
- Marpissa insignis Butt & Beg, 2000 – Pákistán
- Marpissa kalapani Tikader, 1977 – Indie (Andamany)
- Marpissa kalighatensis Biswas & Biswas, 1992 – Indie
- Marpissa lakshmikantapurensis Majumder, 2004 – Indie
- Marpissa lineata (CL Koch, 1846) – USA
- Marpissa linzhiensis Hu, 2001 – Čína
- skákavka dlouhá – Marpissa longiuscula (Simon, 1871) – Ukrajina
- Marpissa manipuriensis Biswas & Biswas, 2004 – Indie
- Marpissa mashibarai Baba, 2013 – Korea, Japonsko
- Marpissa milleri (Peckham & Peckham, 1894) – Rusko (Dálný východ), Čína, Korea, Japonsko
- Marpissa mirabilis Butt & Beg, 2000 – Pákistán
- Marpissa mizoramensis Biswas & Biswas, 2007 – Indie
- skákavka velká – Marpissa muscosa (Clerck, 1757) – Evropa, Turecko, Kavkaz, Rusko (Evropa až střední Asie), Japonsko
- Marpissa mystacina Taczanowski, 1878 – Peru
- Marpissa nitida Hu, 2001 – Čína
- skákavka úzká – Marpissa nivoyi (Lucas, 1846) – Evropa, Turecko, Kavkaz, Írán, Rusko (Evropa) až střední Asie
- Marpissa nutanae Biswas & Biswas, 1984 – Indie
- Marpissa obtusa Barnes, 1958 – USA
- Marpissa pauariensis Biswas & Roy, 2008 – Indie
- Marpissa pikei (Peckham & Peckham, 1888) – USA, Kuba
- skákavka sličná – Marpissa pomatia (Walckenaer, 1802) – Evropa, Turecko, Kavkaz, Rusko (Evropa na Dálný východ), Střední Asie, Afghánistán, Čína, Korea, Japonsko
- Marpissa prathamae Biswas & Biswas, 1984 – Indie
- Marpissa proszynskii Biswas & Begum, 1999 – Bangladéš
- Marpissa pulla (Karsch, 1879) – Rusko (Dálný východ), Čína, Tchaj-wan, Korea, Japonsko
- skákavka rákosní – Marpissa radiata (Grube, 1859) – Evropa, Turecko, Kavkaz, Rusko (Evropa na jižní Sibiř), Kazachstán
- Marpissa raimondi Taczanowski, 1878 – Peru
- Marpissa robusta (Banks, 1906) – USA
- Marpissa rubriceps Mello-Leitão, 1922 – Brazílie
- Marpissa singhi Monga, Singh & Sadana, 1989 – Indie
- Marpissa soricina (Thorell, 1899) – Kamerun
- Marpissa sulcosa Barnes, 1958 – USA
- Marpissa tenebrosa Butt & Beg, 2000 – Pákistán
- Marpissa tigrina Tikader, 1965 – Indie
- Marpissa tikaderi Biswas, 1984 – Indie
- Marpissa yawatai Baba, 2013 – Japonsko
- Marpissa zaitzevi Mcheidze, 1997 – Gruzie

## Galerie

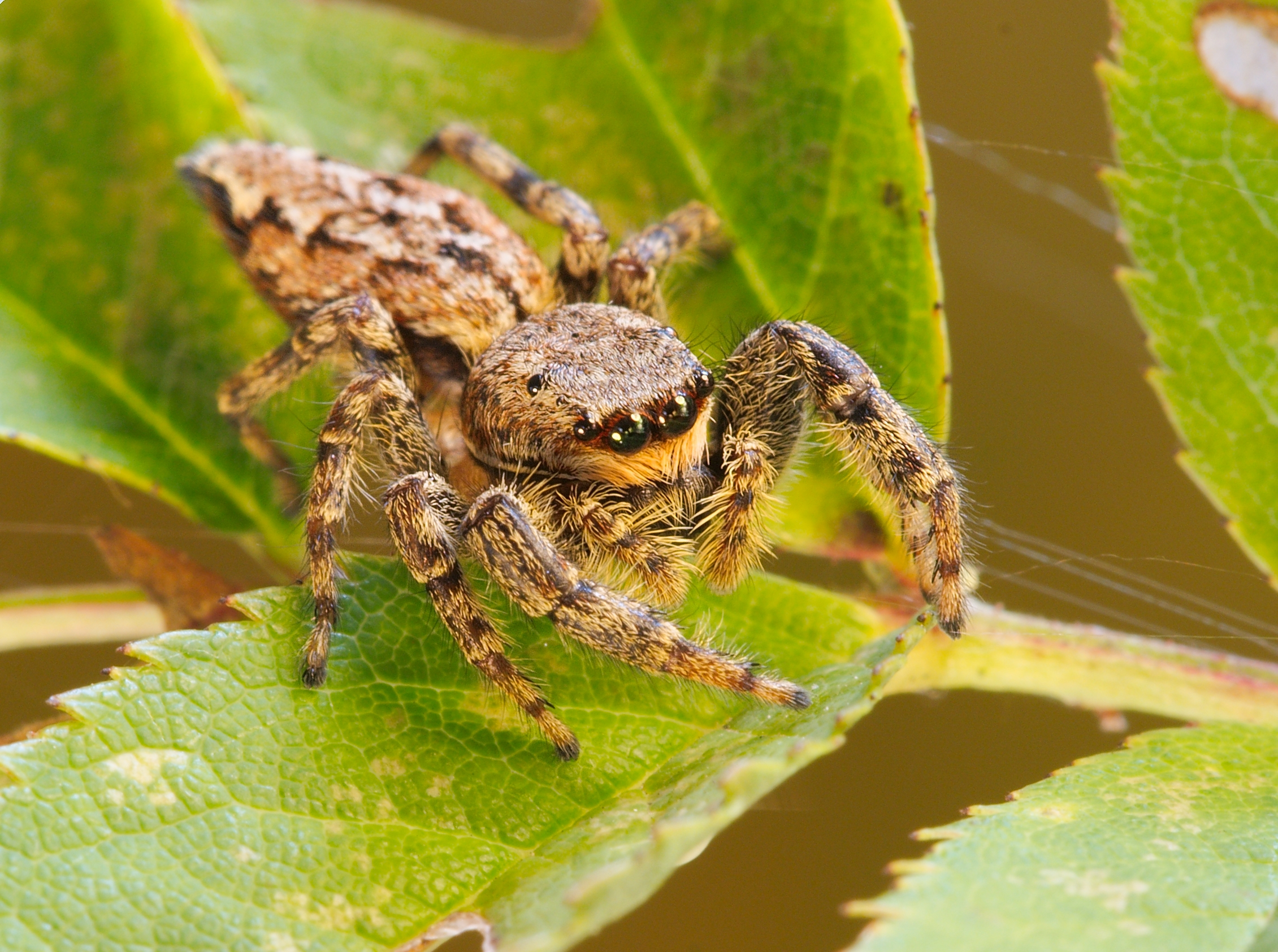
Skákavka velká
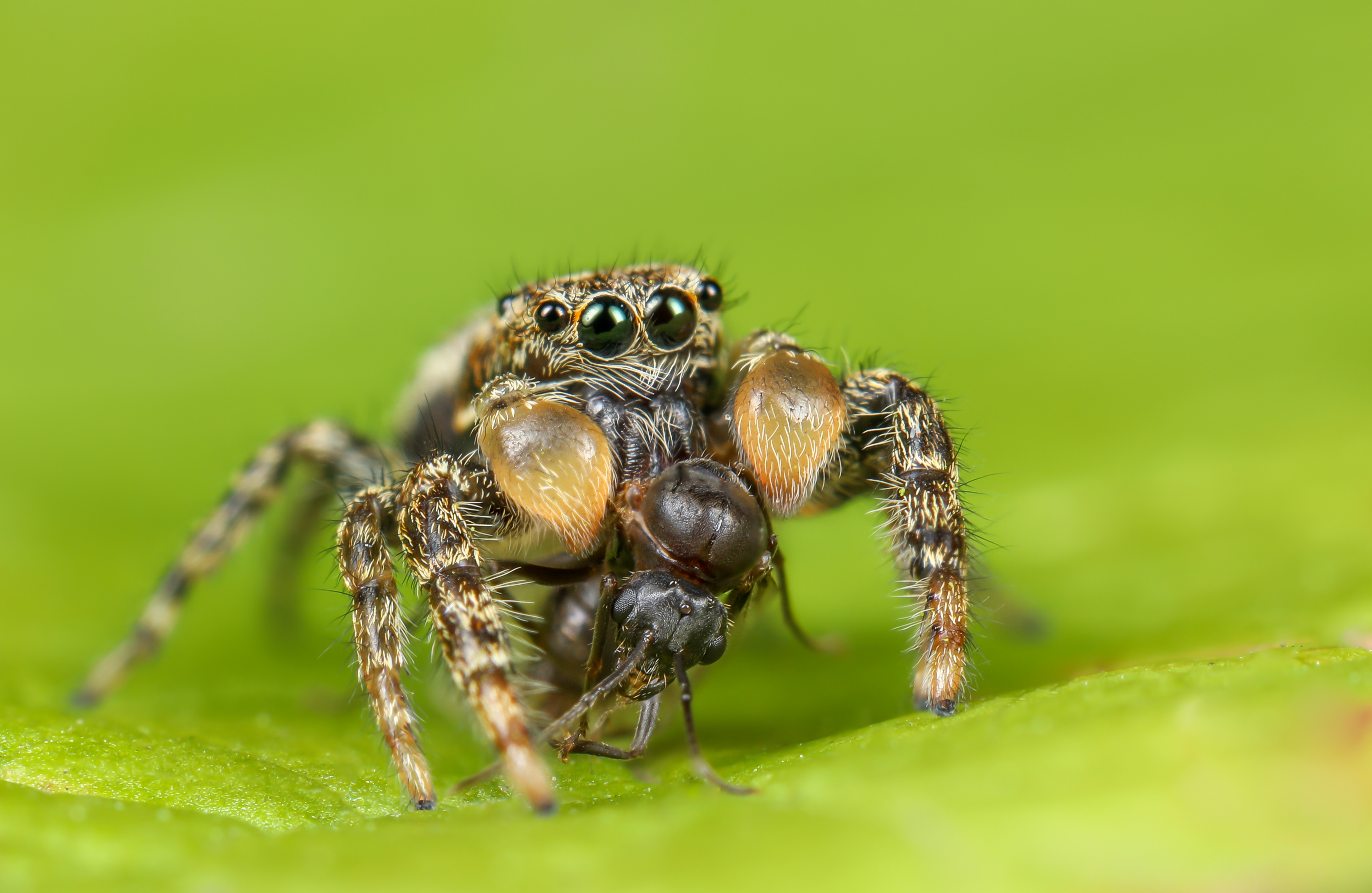
Skákavka velká s kořistí
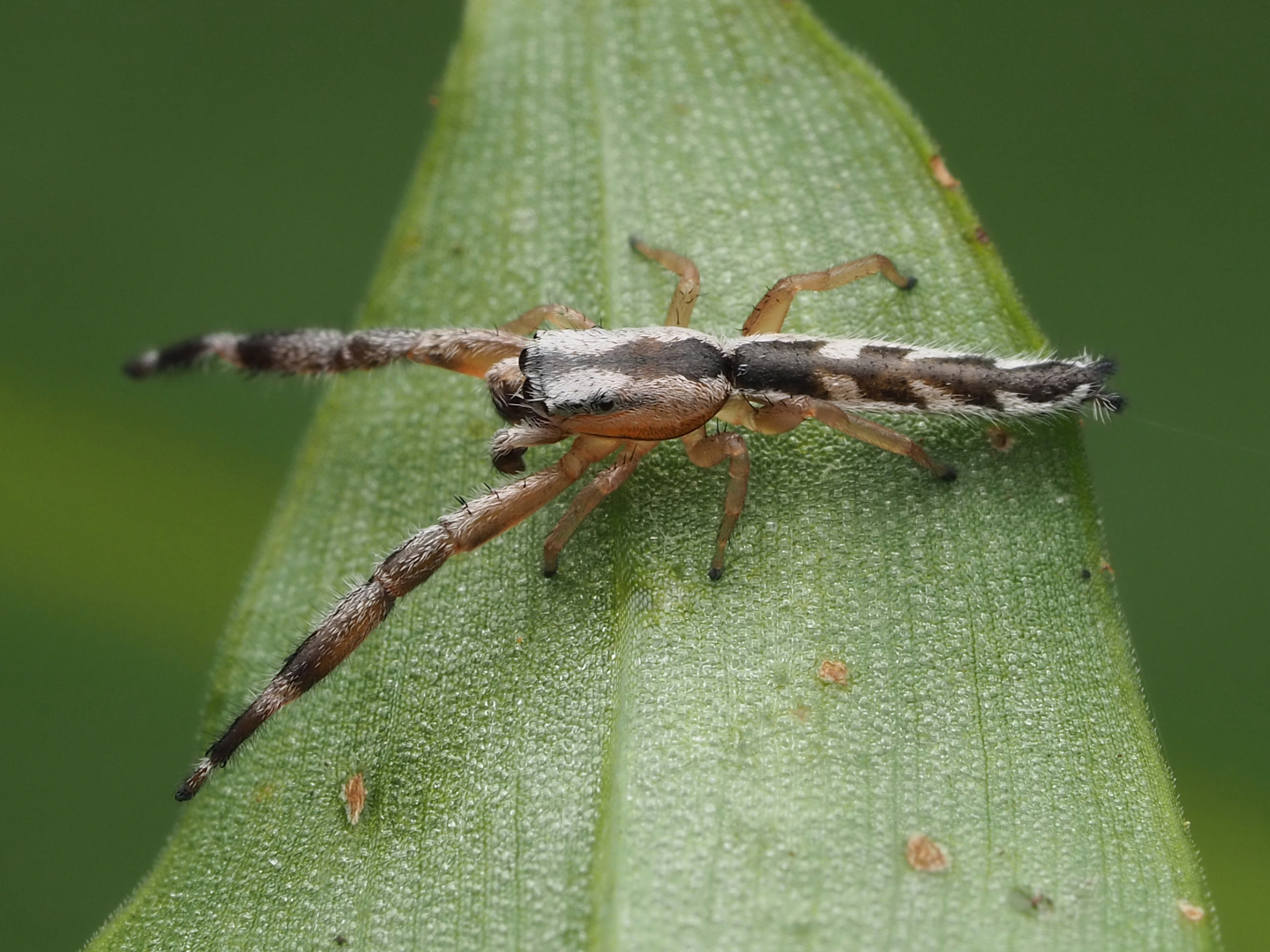
Marpissa pikei
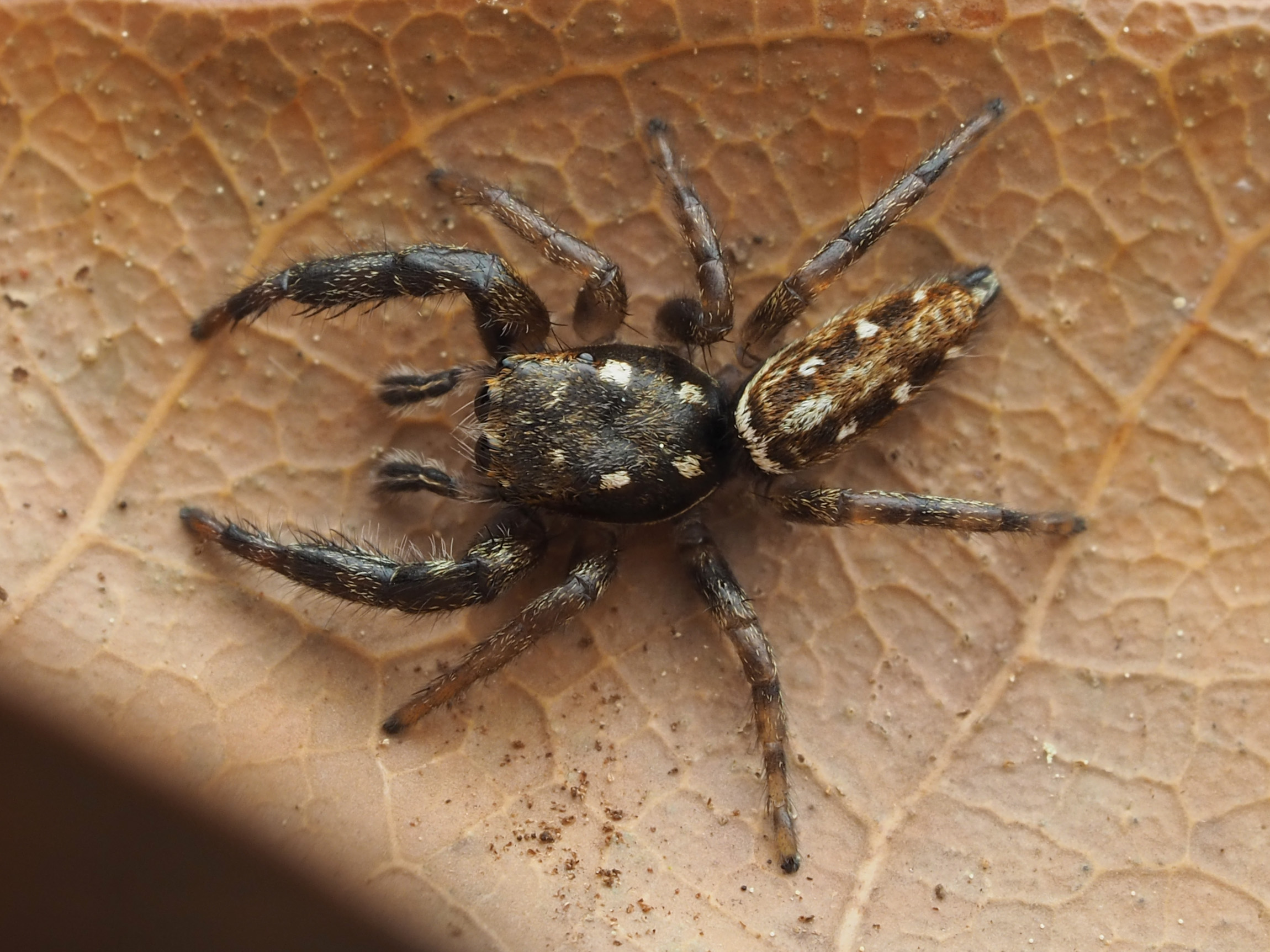
Marpissa bina
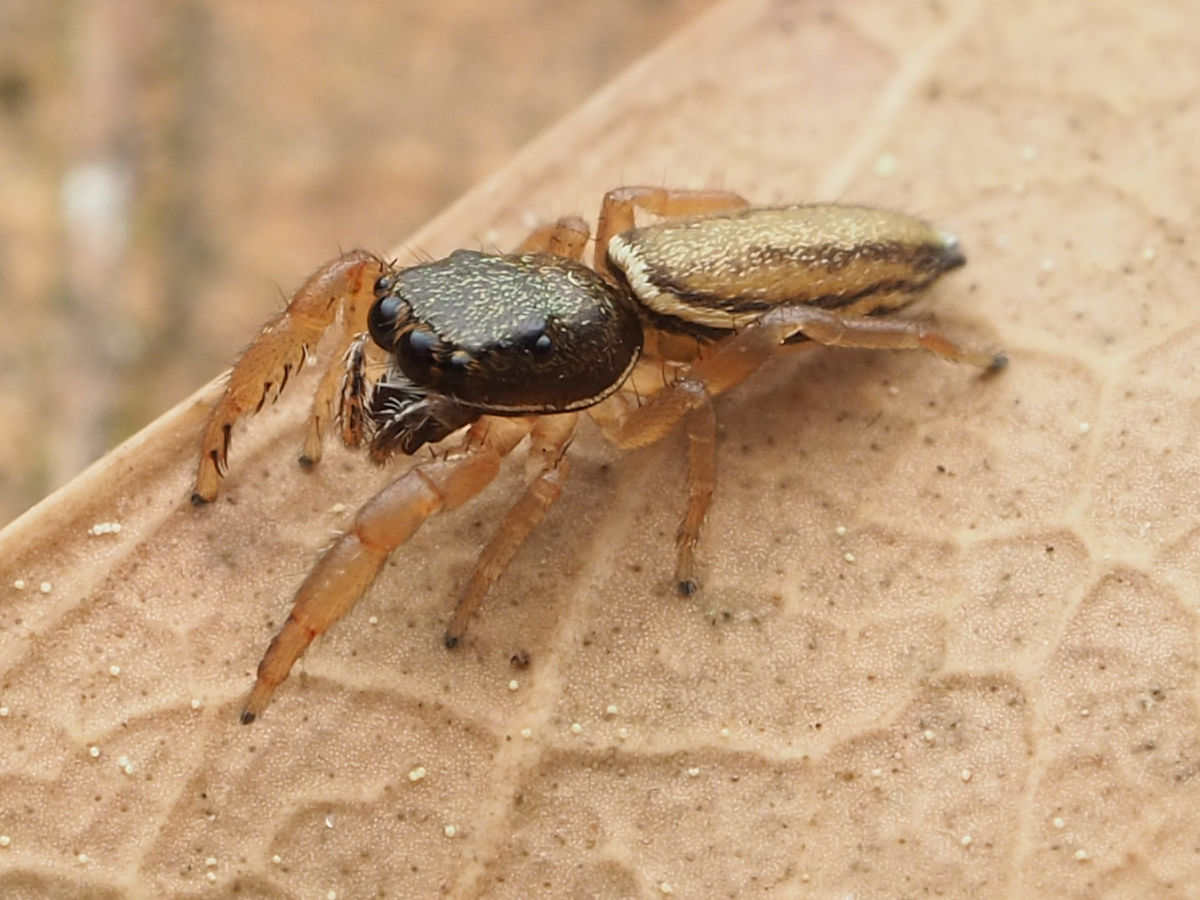
Marpissa grata
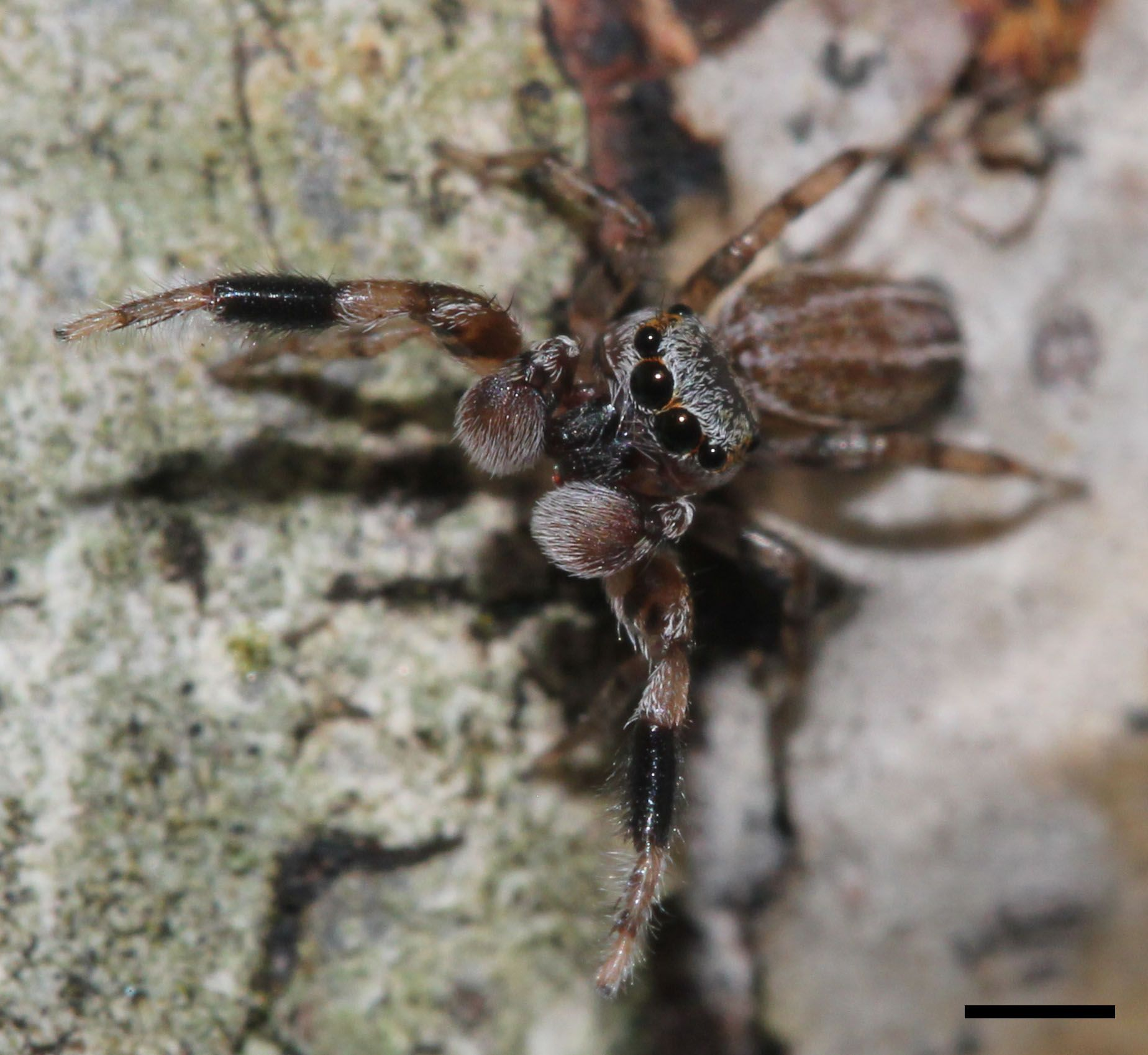
Marpissa lineata
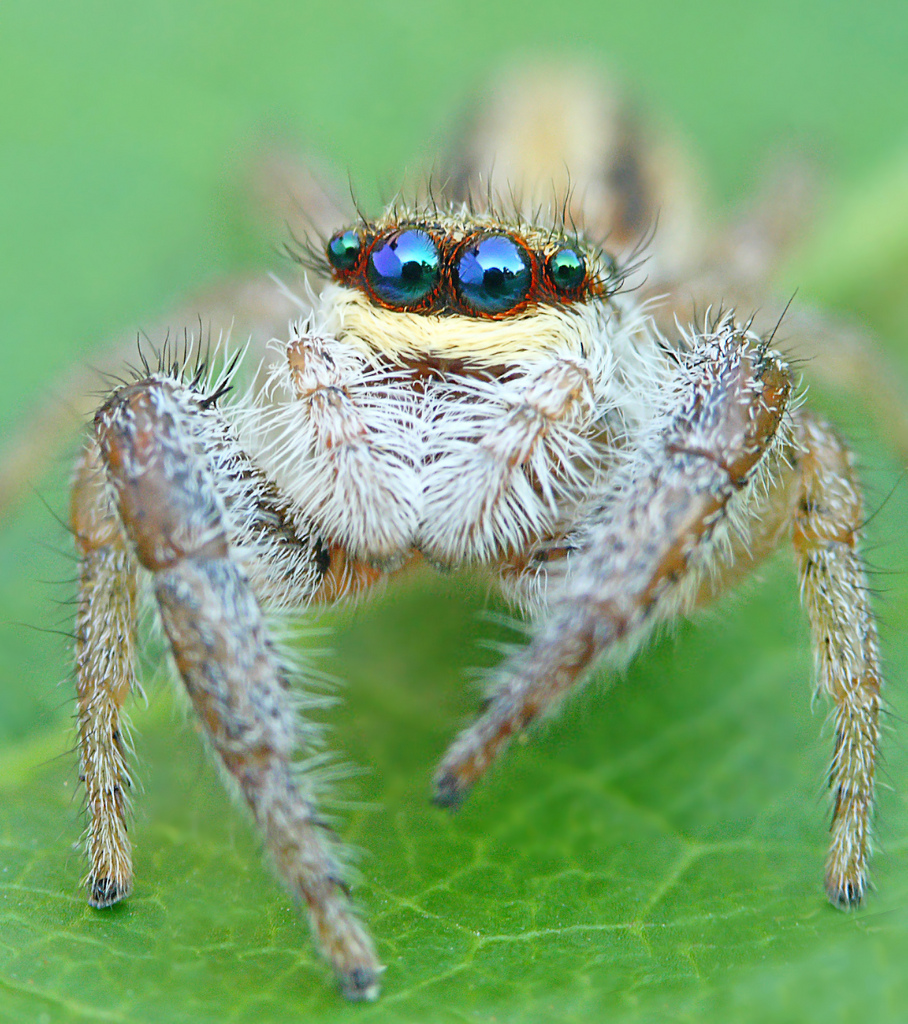
Skákavka rákosní